# Ouamé
Ouamé ou Wamé est une localité et une commune rurale du Niger, département de Damagaram Takaya, région de Zinder.

## Géographie
La localité de Ouamé est située à l'ouest du chef-lieu départemental Damagaram Takaya. 
|          | Tanout     |                  |
| Olléléwa | Ouamé      | Damagaram Takaya |
| Dakoussa | Albarkaram |                  |

## Histoire
La commune rurale de Ouamé instaurée en 2002, est issue du canton de Ouamé. Depuis 2011, la commune est soustraite du département de Mirriah et appartient au département de Damagaram Takaya.

## Population
Lors du recensement général de 2012, la population communale est relevée à 43 568 habitants, dont 1 794 habitants pour la localité principale.

## Localités
La commune s'étend sur 52 villages et 120 hameaux au nord-ouest du département de Damagaram Takaya.

## Services et infrastructures
- Centre de Santé Intégré (CSI) à Ouamé, Baboul et de Rafin Zomo[5].
- Centre de formation des métiers (CFM) à Kagna Ouamé.